# Springhaver
Springhaver is een filmtheater en horecagelegenheid op de hoek van de Springweg en de Haverstraat in de binnenstad van Utrecht. Springhaver heeft een café, foyer en terras, en twee filmzalen voor onder andere arthouse, wereldcinema en klassiekers. 

## Geschiedenis
Springhaver, met oorspronkelijk één filmzaal, is opgericht door filmmaker en bioscoopeigenaar Jos Stelling en geopend op 16 februari 1978 in een opgeknapte bouwval.
In 1983 werden de activiteiten uitgebreid met een café, dat zich al sinds 1885 in het gebouw bevond. Tussen het café en de bioscoop zat een kleine machinefabriek, die in 1984 echter wegging, waardoor er ruimte was voor een tweede filmzaal, Springhaver 2. In 1998 werd er een keuken geopend.

## Nederlandse Filmdagen
Op de bovenverdieping is het filmproductiebedrijf van Jos Stelling gevestigd, hetgeen voor hem de aanleiding was om de Nederlandse Filmdagen (het tegenwoordige Nederlands Film Festival) vanuit deze locatie te organiseren.